# Douglas DC-9

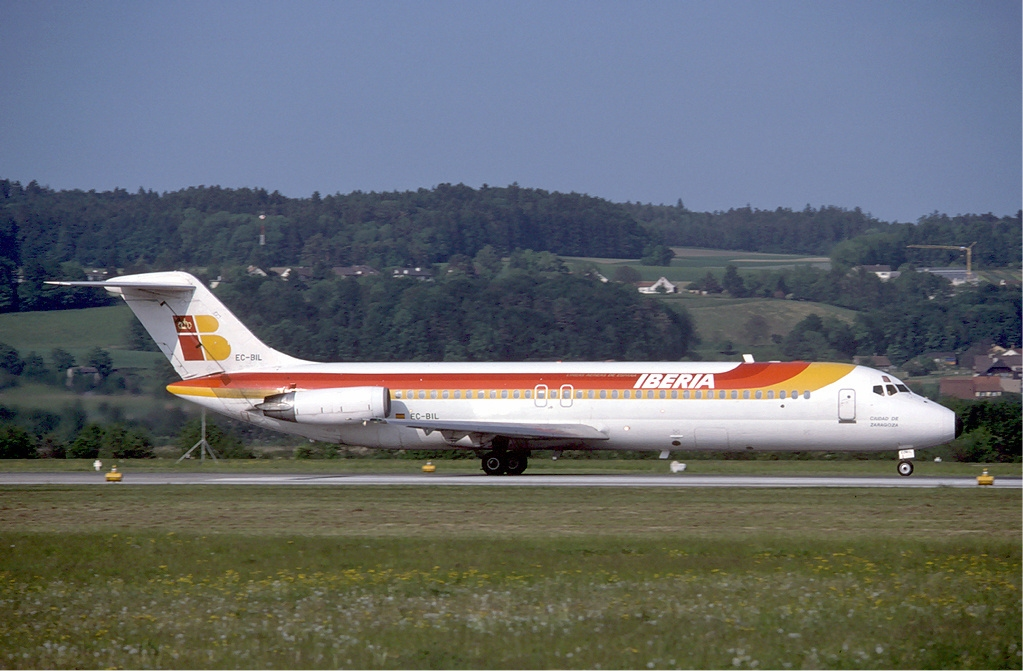
Un DC-9-30 di Iberia

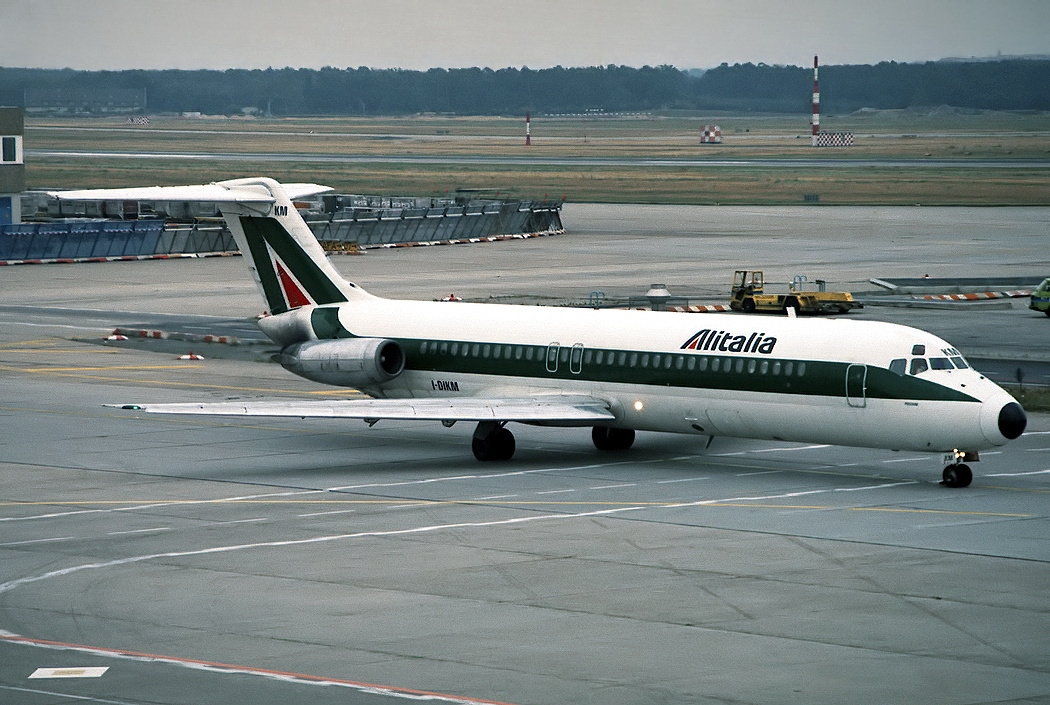
Un Douglas DC-9 di Alitalia

Il Douglas DC-9, anche noto come McDonnell Douglas DC-9, è un bireattore da trasporto passeggeri a fusoliera stretta per il corto e medio raggio, progettato e messo in produzione nel 1965 dalla statunitense Douglas Aircraft Company (che nel 1967 fu rilevata dalla McDonnell Aircraft Corporation, dando luogo alla McDonnell Douglas).
Aereo di notevole successo commerciale a livello mondiale, apprezzato per l'economia operativa e le caratteristiche tecniche, fu costruito in varie versioni di lunghezza e capienza diversa: alla cessazione della produzione, nel 1982, ne erano stati consegnati 976 esemplari. La filosofia progettuale fu alla base della famiglia di aerei MD-80, la cui produzione proseguì (con varie denominazioni e aggiornamenti tecnici e strutturali) fino al 2006.

## Storia del progetto

### Sviluppo
Nei tardi anni 1950 la Douglas Aircraft Company, non pienamente soddisfatta dell'andamento delle vendite del proprio quadrireattore a lungo raggio, il DC-8 (DC è l'acronimo di Douglas Commercial), tentò di adattare il progetto per realizzare un aereo da corto/medio raggio, sempre spinto da quattro motori. Il Model 2067 non vide però mai la luce, dal momento che l'interesse all'acquisto da parte delle compagnie fu residuale. La Douglas provò allora ad accordarsi con la francese Sud Aviation per commercializzare in America il Caravelle, ipotizzando anche di produrlo su licenza qualora vi fosse stata una buona richiesta. Nuovamente, agli auspici non fecero riscontro richieste di acquisto, pertanto anche questa pista fu abbandonata.
Si decise pertanto di riprendere lo sviluppo di un proprio aereo: nel 1962 prese avvio il progetto del Model 2086, che prevedeva di realizzare un aereo capace di 63 passeggeri per un peso a pieno carico di 31,3 tonnellate. L'8 aprile 1963 la Douglas annunciò ufficialmente l'inizio della progettazione operativa del "Douglas Commercial 9"; Delta Air Lines garantì le risorse necessarie, ordinando i primi 15 aerei, con un'opzione per altri 15. Entro gennaio 1965 gli ordini effettivi erano arrivati a 58 unità, con ulteriori 44 in opzione.
A differenza della Boeing, che aveva replicato diverse soluzioni del 707 sui suoi modelli di punta a corto raggio (727 e 737), la Douglas scelse di procedere sulla strada di un progetto quasi del tutto nuovo, investendo il massimo degli sforzi nel garantire alle compagnie la massima economicità, sia d'acquisto che operativa. Per i motori, la scelta cadde sui turbofan Pratt & Whitney JT8D a basso bypass; sempre al fine di ridurre i costi, si scelse inoltre di esternalizzare la produzione delle ali, che fu affidata alla de Havilland Canada.

### Produzione e entrata in servizio

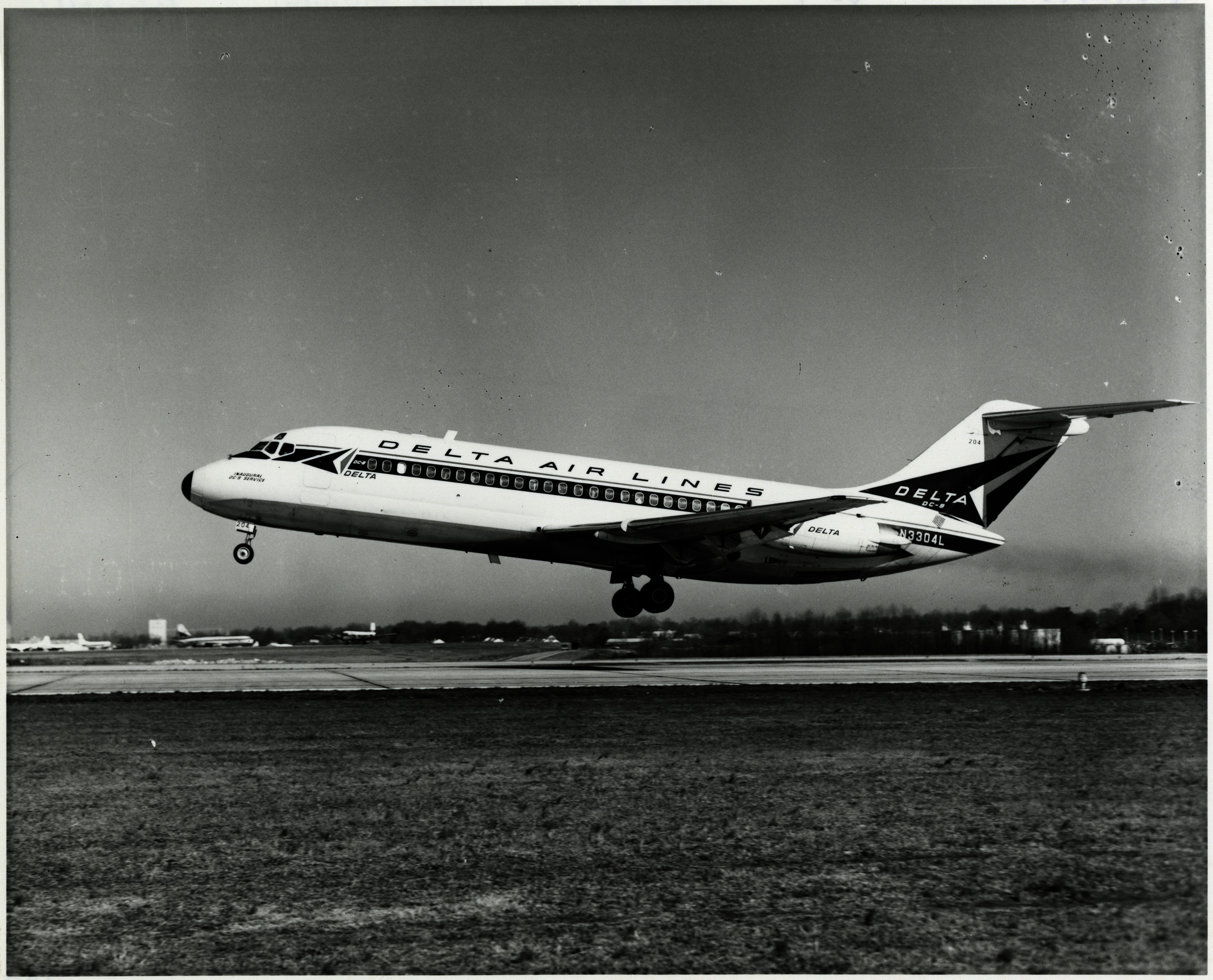
La Delta Air Lines fu la prima compagnia a impiegare il DC-9.

Lo sviluppo procedette rapidamente: il prototipo del DC-9 compì il primo volo il 25 febbraio 1965. Poche settimane dopo anche il secondo esemplare era operativo, ed entro giugno la flotta "base" impiegata nei test era di cinque unità. I primi voli evidenziarono la necessità di intervenire sul bordo d'attacco al fine di ridurre la resistenza fluidodinamica. Il 23 novembre 1965 il DC-9 Series 10 (prima versione) ricevette il certificato di tipo dalla Federal Aviation Administration; l'8 dicembre successivo l'aereo effettuò il primo servizio commerciale, sotto le insegne di Delta.
Il successo commerciale fu rapido e rese il DC-9 l'aereo passeggeri più venduto al mondo (primato poi sottrattogli dal Boeing 737, entrato in servizio poco dopo); i proventi non riuscirono però a scongiurare la cessione della Douglas alla McDonnell, avvenuta nel 1967. A maggio 1976 erano stati consegnati ben 726 DC-9.
Alle prime versioni (identificate coi numeri -10, -15 e -20) si affiancò quella costruita nel maggior numero di esemplari, la -30, che presentava un sensibile allungamento della fusoliera, motori più potenti e l'affinamento degli slat sul bordo d'attacco alare che consentivano un notevole miglioramento delle prestazioni da piste corte ed in condizioni "hot and high". Limitata diffusione ebbero le versioni successive -40 (con fusoliera ulteriormente allungata rispetto alla -30 e motori ancora più potenti) e la -50 (ulteriore allungamento). L'ultimo esemplare venne consegnato nell'ottobre 1982.
Alla fine degli anni settanta la casa statunitense cominciò a pensare ad una evoluzione più "radicale" del velivolo che fosse più al passo con i tempi (anche sulle tratte a corto raggio il numero di passeggeri aumentava costantemente) così nacque il progetto DC-9 Super 80 che, a partire dalla prima metà degli anni ottanta, venne rinominato MD-80 (veniva abbandonata la vecchia sigla "DC", acronimo di Douglas Commercial, e introdotta quella di "MD", ovvero l'acronimo di "McDonnell Douglas".

## Tecnica
Le soluzioni aerodinamiche adottate si caratterizzano per essere mirate ad un'estrema efficienza aerodinamica. Tra esse si notano:
1. Motori montati sulla parte posteriore della fusoliera, per migliorare l'efficienza dell'ala.
2. Coda a T che in condizioni di volo normali (ma non in caso di stallo) rimane sempre immersa in un flusso aerodinamico indisturbato e perciò ha dimensioni più contenute, riducendo in tal modo il peso e la resistenza.

Furono numerose le versioni sviluppate nel corso degli anni. Negli anni settanta troviamo il DC-9/15, DC-9/30, DC-9/50, dall'inizio degli anni ottanta il DC-9 si evolve nel progetto Super80 e, in seguito in MD Super80 ed infine in MD-80. Dall'MD-80 sono derivati poi vari modelli ed evoluzioni (MD-81, MD-82, MD-83, MD-87, MD-88, MD-90), fino ad arrivare negli anni 2000 quando, in seguito all'acquisizione di McDonnell Douglas da parte di Boeing, si è arrivati al Boeing 717. Le differenze tra di esse sono più che altro limitate alla lunghezza della fusoliera, al relativo dimensionamento dei motori e alla forma delle ali più corte e prive di slat nelle prime versioni.
L'avionica dell'MD-80 è stata aggiornata nel corso degli anni (con, ad esempio, l'aggiunta dell'EFIS). Il progetto si è sempre rivelato vincente facendo mantenere il Mad Dog (questo il nomignolo attribuito all'MD-80) in testa alle classifiche di affidabilità e di popolarità.
Il primo prototipo volò nel 1965. Il velivolo ora non è più prodotto (evolvendosi nel Boeing 717), ma per l'assistenza in linea di volo l'azienda responsabile è la Boeing di Seattle.

## Impiego operativo

### Incidenti
Secondo la Rete della Sicurezza dell'Aviazione (al maggio 2008) l'ultimo incidente con un McDonnell Douglas DC-9, versione -51 (prodotto nel 1977, marche 9Q-CHN) è accaduto il 15 aprile 2008 con aereo della Hewa Bora Airways della Repubblica Democratica del Congo in partenza dall'Aeroporto di Goma (IATA: GOM, ICAO: FZNA). L'aereo ha iniziato il decollo, ma, in seguito al guasto ad un motore presentatosi subito dopo, è precipitato dopo cento metri dalla fine della pista su un quartiere residenziale, causando quarantaquattro morti secondo i dati ufficiali.
Per quanto riguarda l'Italia, tristemente nota è stata la distruzione in volo, avvenuta il 27 giugno del 1980 del DC9 Itavia con marche I-TIGI. Evento noto come la Strage di Ustica, ove persero la vita 81 persone, tra cui 16 bambini.
Un anno prima, il 14 settembre 1979, un DC9-32 con marche I-ATJC, partito da Alghero e diretto a Cagliari, si schiantò sui monti tra Capoterra e Sarroch. Nell'incidente morirono tutti i 27 passeggeri e i 4 uomini dell'equipaggio. È la più grave sciagura dell'aria avvenuta in Sardegna.

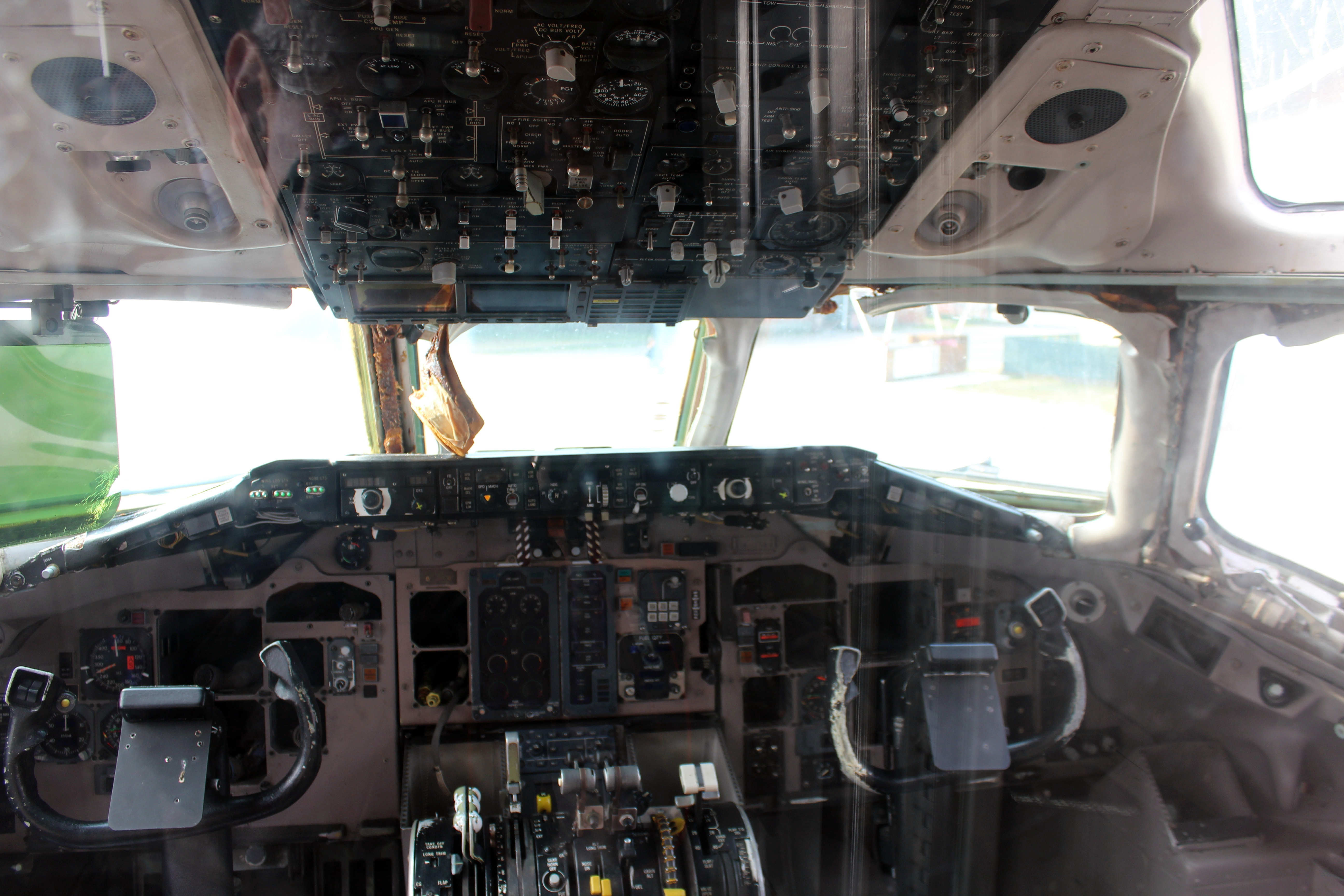
Cabina di pilotaggio di un DC9

| Modello    | Distrutti | Incidenti | Ultimo incidente | Fonte                                                                     |
| ---------- | --------- | --------- | ---------------- | ------------------------------------------------------------------------- |
| DC-9-10/15 | 25        | 30        | 6 luglio 2008    | DC-9-10/15, su aviation-safety.net, ASN. URL consultato l'11 luglio 2011. |
| DC-9-20    | 1         | 1         | 20 gennaio 1973  | DC-9-20, su aviation-safety.net, ASN. URL consultato l'11 luglio 2011.    |
| DC-9-30    | 69        | 80        | 12 febbraio 2008 | DC-9-30, su aviation-safety.net, ASN. URL consultato l'11 luglio 2011.    |
| DC-9-40    | 2         | 2         | 18 aprile 1993   | DC-9-40, su aviation-safety.net, ASN. URL consultato l'11 luglio 2011.    |
| DC-9-50    | 4         | 4         | 15 aprile 2008   | DC-9-50, su aviation-safety.net, ASN. URL consultato l'11 luglio 2011.    |

## Versioni
- Douglas DC-9-10 - fino a 90 passeggeri, lunghezza 31,8 metri, primo volo il 25 febbraio 1965.
- Douglas DC-9-10C - (C come Convertible)
- Douglas DC-9-20 - fino a 90 passeggeri, lunghezza 31,8 metri, prima consegna nel dicembre 1968.
- Douglas DC-9-30 - fino a 115 passeggeri, lunghezza 36,3 metri, prima consegna nel febbraio 1967.
- Douglas DC-9-30C - (C come Convertible)
- Douglas DC-9-30F - (F come Freighter)
- Douglas DC-9-40 - fino 125 passeggeri, lunghezza 38,3 metri, prima consegna nel marzo 1968.
- Douglas DC-9-50 - fino a 139 passeggeri, lunghezza 40,7 metri, prima consegna nell'agosto 1975.
- Douglas DC-9-C9A - C-9A Nightingale, aeromedical evacuation aircraft per l'USAF
- Douglas DC-9-C9B - C-9B Skytrain II, convertible passenger/transport versions per l'US Navy e l'USMC
- Douglas DC-9-VC-9C - militare - trasporto VIP, executive transport aircraft per l'USAF
- McDonnell Douglas MD-80 - la nuova versione, inizialmente conosciuta come DC-9 Super80.
- McDonnell Douglas MD-90 - una nuova versione aggiornata dell'MD-80.
- McDonnell Douglas MD-95 - l'ultima versione, commercializzata come Boeing 717.

## Dati tecnici
| Dati                                    | DC-9-10                   | DC-9-20                   | DC-9-30                   | DC-9-44                   | DC-9-50                   | DC-9-10F                  | DC-9-30F                  |
| --------------------------------------- | ------------------------- | ------------------------- | ------------------------- | ------------------------- | ------------------------- | ------------------------- | ------------------------- |
| Codice ICAO                             | DC91                      | DC92                      | DC93                      | DC94                      | DC95                      | DC91                      | DC93                      |
| Codice IATA                             | D91                       | D92                       | D93                       | D94                       | D95                       | D9X                       | D9C                       |
| Equipaggio in cabina di pilotaggio      | 2 piloti                  | 2 piloti                  | 2 piloti                  | 2 piloti                  | 2 piloti                  | 2 piloti                  | 2 piloti                  |
| Capacità massima passeggeri             | 90                        | 90                        | 115                       | 125                       | 135                       | Cargo                     | Cargo                     |
| Lunghezza totale                        | 31,82 m                   | 31,82 m                   | 36,36 m                   | 38,28 m                   | 40,72 m                   | 31,82 m                   | 36,36 m                   |
| Diametro cabina                         | 3,11 m                    | 3,11 m                    | 3,11 m                    | 3,11 m                    | 3,11 m                    | 3,11 m                    | 3,11 m                    |
| Diametro fusoliera                      | 3,34 m                    | 3,34 m                    | 3,34 m                    | 3,34 m                    | 3,34 m                    | 3,34 m                    | 3,34 m                    |
| Larghezza piano orizzontale             | 11,25 m                   | 11,22 m                   | 11,22 m                   | 11,22 m                   | 11,23 m                   | 11,25 m                   | 11,22 m                   |
| Apertura alare                          | 27,25 m                   | 28,44 m                   | 28,44 m                   | 28,44 m                   | 28,45 m                   | 27,25 m                   | 28,44 m                   |
| Superficie alare                        | 86,8 m²                   | 93,0 m²                   | 93,0 m²                   | 93,0 m²                   | 93,0 m²                   | 86,8 m²                   | 93,0 m²                   |
| Freccia alare                           | 25°                       | 25°                       | 25°                       | 25°                       | 25°                       | 25°                       | 25°                       |
| Altezza fusoliera                       | 4,70 m                    | 4,70 m                    | 4,70 m                    | 4,70 m                    | 4,70 m                    | 4,70 m                    | 4,70 m                    |
| Altezza totale                          | 8,40 m                    | 8,40 m                    | 8,50 m                    | 8,70 m                    | 8,80 m                    | 8,40 m                    | 8,50 m                    |
| Passo                                   | 13,32 m                   | 13,32 m                   | 16,22 m                   | 17,10 m                   | 18,57 m                   | 13,32 m                   | 16,22 m                   |
| Peso operativo a vuoto (OEW)            | 22 300 kg                 | 23 879 kg                 | 25 789 kg                 | 27 821 kg                 | 29 336 kg                 | 24 131 kg                 | 25 596 kg                 |
| Peso massimo senza carburante (MZFW)    | 33 566 kg                 | 38 102 kg                 | 39 463 kg                 | 42 184 kg                 | 44 679 kg                 | 33 566 kg                 | 40 823 kg                 |
| Peso massimo durante il rullaggio (MTW) | 41 504 kg                 | 45 813 kg                 | 49 442 kg                 | 52 163 kg                 | 55 338 kg                 | 41 504 kg                 | 49 442 kg                 |
| Peso massimo al decollo (MTOW)          | 41 141 kg                 | 45 359 kg                 | 48 988 kg                 | 51 710 kg                 | 54 885 kg                 | 41 141 kg                 | 48 988 kg                 |
| Peso massimo all'atterraggio (MLW)      | 37 059 kg                 | 43 227 kg                 | 44 906 kg                 | 46 266 kg                 | 49 895 kg                 | 37 059 kg                 | 44 906 kg                 |
| Carico utile massimo                    | 11 266 kg                 | 11 501 kg                 | 13 674 kg                 | 14 363 kg                 | 15 343 kg                 | 9 435 kg                  | 6 137 kg                  |
| Capacità cargo                          | 17,0 m³                   | 17,0 m³                   | 25,3 m³                   | 28,9 m³                   | 33,2 m³                   | 78,2 m³                   | 119 m³                    |
| Capacità massima carburante             | 13 979 L                  | 13 926 L                  | 13 926 L                  | 13 926 L                  | 13 926 L                  | 13 926 L                  | 13 926 L                  |
| Velocità di crociera                    | 0,76 Mach (938,45 km/h)   | 0,76 Mach (938,45 km/h)   | 0,76 Mach (938,45 km/h)   | 0,76 Mach (938,45 km/h)   | 0,76 Mach (938,45 km/h)   | 0,76 Mach (938,45 km/h)   | 0,76 Mach (938,45 km/h)   |
| Velocità massima                        | 0,84 Mach (1 037,23 km/h) | 0,84 Mach (1 037,23 km/h) | 0,84 Mach (1 037,23 km/h) | 0,84 Mach (1 037,23 km/h) | 0,84 Mach (1 037,23 km/h) | 0,84 Mach (1 037,23 km/h) | 0,84 Mach (1 037,23 km/h) |
| Autonomia                               | 1 800 nmi 3 333 km        | 1 750 nmi 3 241 km        | 1 650 nmi 3 056 km        | 1 400 nmi 2 593 km        | 1 350 nmi 2 500 km        | 1 800 nmi 3 333 km        | 1 650 nmi 3 056 km        |
| Quota di tangenza                       | 35 000 ft (10 668 m)      | 35 000 ft (10 668 m)      | 35 000 ft (10 668 m)      | 35 000 ft (10 668 m)      | 35 000 ft (10 668 m)      | 35 000 ft (10 668 m)      | 35 000 ft (10 668 m)      |
| Motori (x2)                             | PW JT8D-1                 | PW JT8D-11                | PW JT8D-7                 | PW JT8D-15                | PW JT8D-17                | PW JT8D-1                 | PW JT8D-7                 |
| Spinta (x2)                             | 56-62 kN                  | 56-64 kN                  | 56-62 kN                  | 61-69 kN                  | 68-71 kN                  | 56-62 kN                  | 56-62 kN                  |

## Utilizzatori
Delta Air Lines, dal momento dell'acquisizione di Northwest Airlines, gestì molti di DC-9, la maggior parte di oltre 30 anni. Con forti aumenti dei prezzi del carburante nell'Estate del 2008, Northwest Airlines iniziò a ritirare i suoi DC-9, passando agli Airbus A319 con un risparmio di carburante del 27%. Man mano che la fusione Northwest / Delta procedeva, quest'ultima restituì al servizio diversi DC-9 precedentemente ritirati. Delta Air Lines effettuò il suo ultimo volo commerciale di un DC-9 da Minneapolis ad Atlanta il 6 gennaio 2014.
La flotta di DC-9 in servizio commerciale si restrinse sempre di più con il passare degli anni, e non sembrava probabile che si verificassero modifiche strutturali, soprattutto perché il design delle ali rendeva difficile l'adattamento. È quindi probabile che i DC-9 venissero ulteriormente sostituiti in servizio da nuovi aerei di linea, come Boeing 737, Airbus A320, Embraer E-Jets e Airbus A220.
Un ex DC-9-21 di SAS è utilizzato come piattaforma di paracadutismo all'aeroporto di Perris Valley, in California. Con i gradini sulle scale rimossi, è l'unico jet di trasporto aereo certificato dalla FAA per le operazioni di paracadutismo dal 2016.
L'ultimo volo passeggeri commerciale fu effettuato il 22 gennaio 2014 da parte di Delta Air Lines, da Valparaiso ad Atlanta, Stati Uniti.
Al febbraio 2024, dei 976 esemplari prodotti, 30 sono operativi. Il Douglas DC-9 non è più in produzione, tutti i velivoli ordinati sono stati consegnati.

### Civili
Gli utilizzatori sono:
- Aeronaves TSM (17 esemplari)
- Ameristar Jet Charter (4 esemplari)
- African Express Airways (2 esemplari)
- MercadoLibre (2 esemplari)
- Astral Aviation (1 esemplare)
- Perris Valley Skydiving (1 esemplare)
- Raytheon Technologies (1 esemplare)
- Zone Four International (1 esemplare)

### Governativi e militari
Gli utilizzatori sono:
- US Marines (1 esemplare)

## Galleria d'immagini

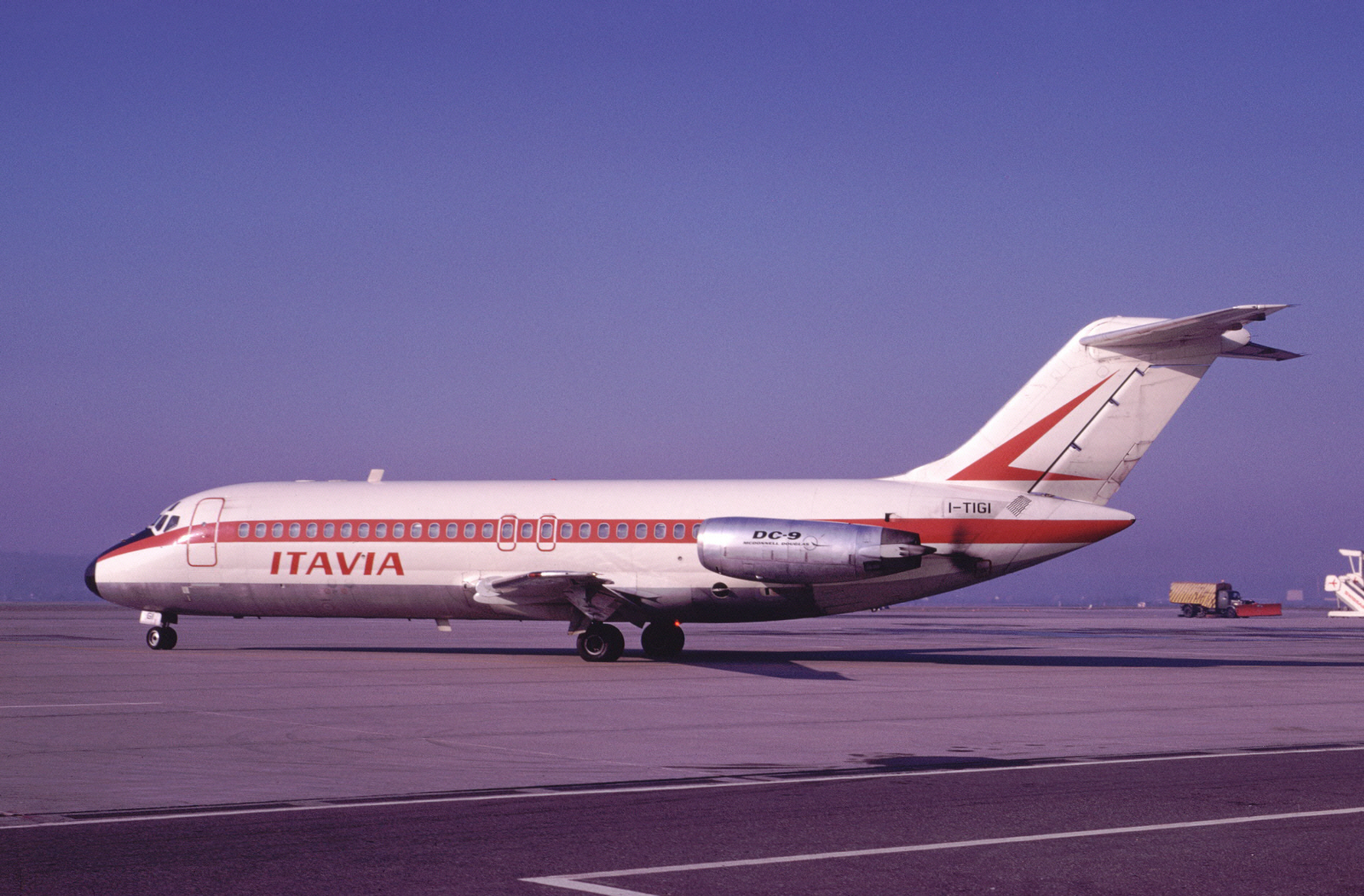
Il DC-9 I-TIGI della Itavia, esploso nella strage di Ustica
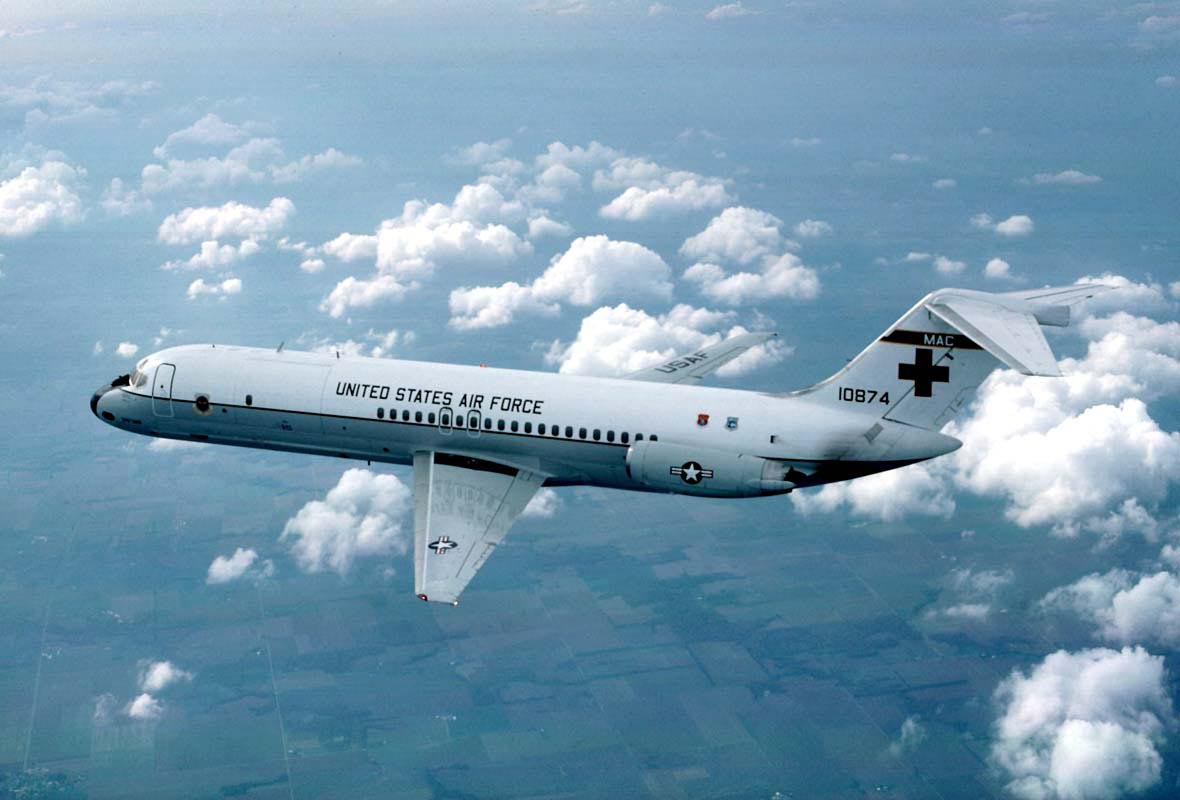
Un C9A Nightingale della US Air Force
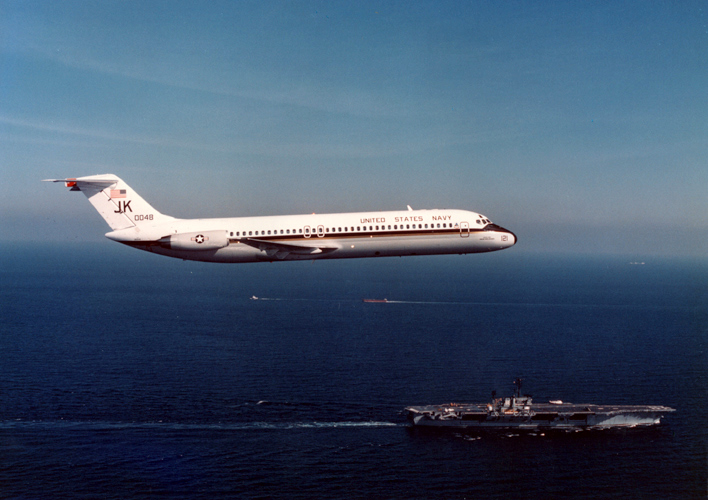
Un C9B Skytrain della US Navy
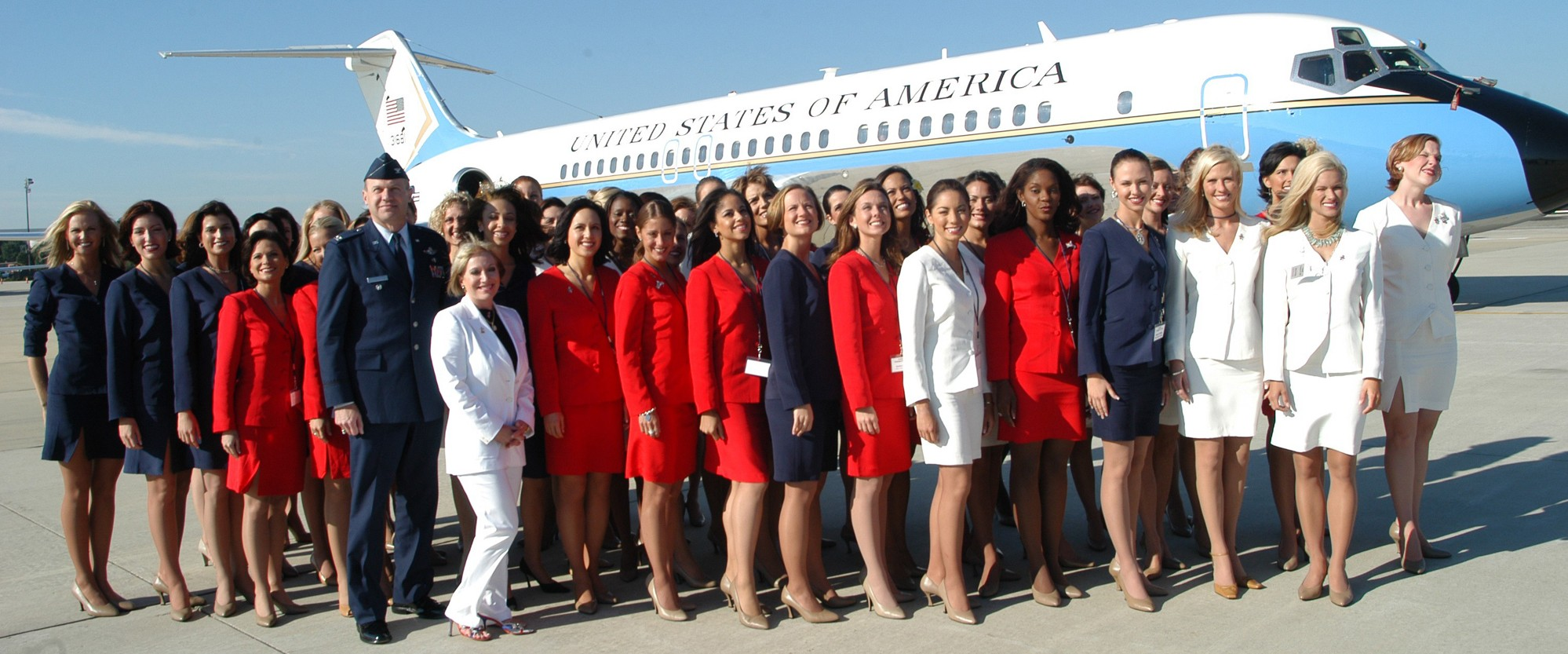
Un VC-9C della US Air Force